# Masirana akiyoshiensis primocreata
Masirana akiyoshiensis là một loài nhện trong họ Leptonetidae.
Loài này thuộc chi Masirana. Masirana akiyoshiensis primocreata được T. Komatsu miêu tả năm 1974.